# Municipio de Ste. Marie
El municipio de Ste. Marie (en inglés: Ste. Marie Township) es un municipio ubicado en el condado de Jasper en el estado estadounidense de Illinois. En el año 2010 tenía una población de 551 habitantes y una densidad poblacional de 4,94 personas por km².

## Geografía
El municipio de Ste. Marie se encuentra ubicado en las coordenadas 38°54′4″N 87°59′59″O / 38.90111, -87.99972. Según la Oficina del Censo de los Estados Unidos, el municipio tiene una superficie total de 111.52 km², de la cual 111,23 km² corresponden a tierra firme y (0,26 %) 0,29 km² es agua.

## Demografía
Según el censo de 2010, había 551 personas residiendo en el municipio de Ste. Marie. La densidad de población era de 4,94 hab./km². De los 551 habitantes, el municipio de Ste. Marie estaba compuesto por el 98,91 % blancos, el 0,54 % eran asiáticos y el 0,54 % eran de una mezcla de razas. Del total de la población el 0,18 % eran hispanos o latinos de cualquier raza.